# 萨拉蒙
萨拉蒙（法語：Saramon，法語發音：[saʁamɔ̃]）是法国热尔省的一个市镇，属于欧什区。

## 地理
萨拉蒙（43°31'22"N, 0°45'51"E）面积13.03 平方千米，位于法国奧克西塔尼大區热尔省，该省份为法国西南部内陆省份，北起顺时针与洛特-加龙省、塔恩-加龙省、上加龙省、上比利牛斯省、大西洋比利牛斯省和朗德省接壤。
与萨拉蒙接壤的市镇（或旧市镇、城区）包括：布洛尔、卡斯泰尔诺巴尔巴朗、拉尔蒂格、蒙戈西、圣埃利、圣马丹吉穆瓦、塞梅济-卡尚、蒂朗蓬泰雅克。

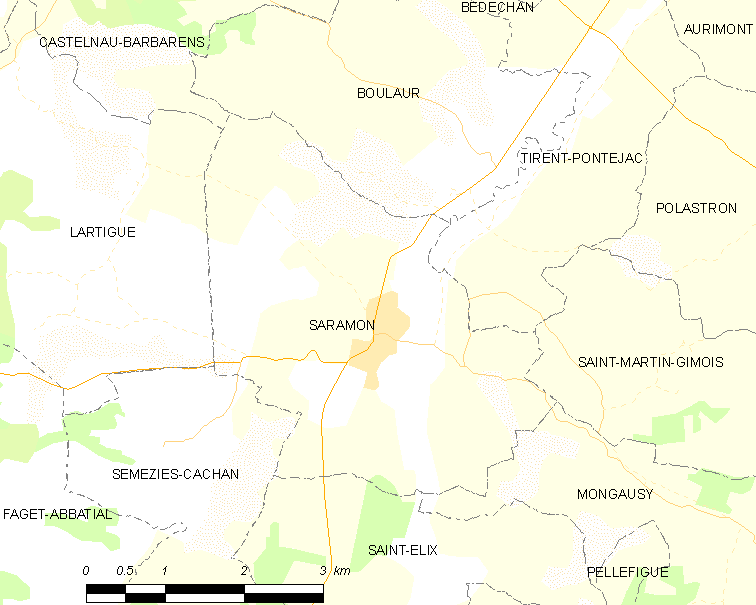
萨拉蒙的OSM定位图

萨拉蒙的时区为UTC+01:00、UTC+02:00（夏令时）。

## 行政
萨拉蒙的邮政编码为32450，INSEE市镇编码为32412。

## 政治
萨拉蒙所属的省级选区为阿斯塔拉克-日莫讷县。

## 人口

1962-2008年间萨拉蒙人口变化图示

萨拉蒙于2022年1月1日时的人口数量为863人。